# Regió de Singida
Singida és una de les trenta regions administratives en les quals està dividida la República Unida de Tanzània. La seva principal població és la ciutat de Singida.

## Districtes
Aquesta regió es troba subdividida internament en quatre districtes:
- Iramba
- Manyoni
- Singida urbà
- Singida rural

## Territori i població
La regió de Singida té una extensió de territori que abasta una superfície de 49.341 quilòmetres quadrats. A més aquesta regió administrativa té una població de1.090.758 persones. La densitat poblacional és de 22 habitants per cada quilòmetre quadrat de la regió.